# Jennifer Ashton

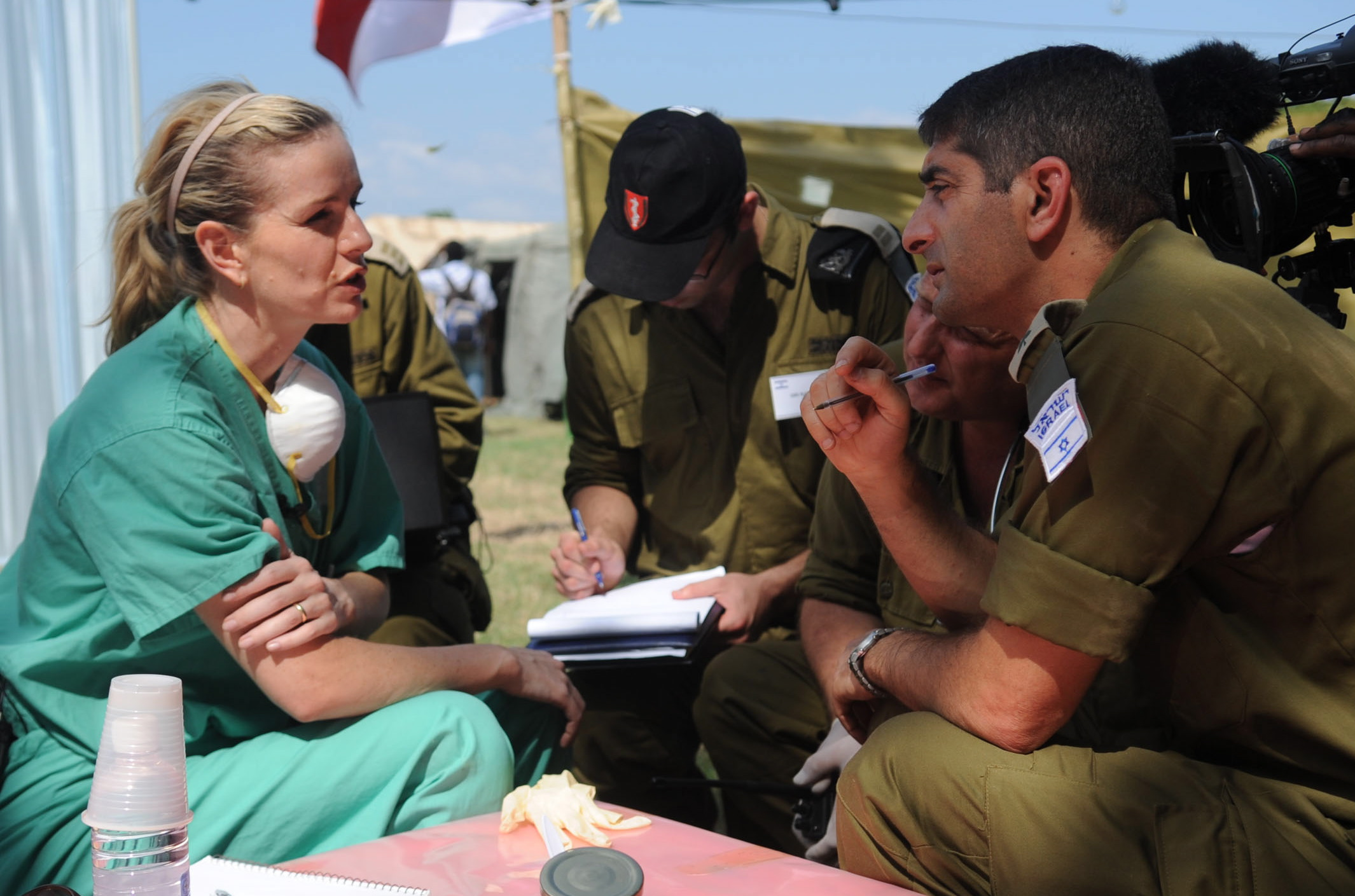
Jennifer Ashton in Haiti nach dem Erdbeben 2010

Jennifer Lee Garfein Ashton (* 23. April 1969 in Victorville) ist eine US-amerikanische Ärztin, Autorin und Fernsehkorrespondentin. Sie ist Chefredakteurin für Gesundheit und Medizin und leitende medizinische Korrespondentin für ABC News und Good Morning America, Chefkorrespondentin für Frauengesundheit für The Dr. Oz Show und Kolumnistin für das Cosmopolitan Magazine. Ashton ist eine regelmäßige Mitarbeiterin des ABC-Tagesprogramms GMA3: What You Need To Know.

## Leben und Wirken

### Privatleben
Ashton wurde als Tochter des aus New York City stammenden Kardiologen Oscar Garfein und der Krankenschwester Dorothy Garfein geboren. Ihr Bruder Evan Garfein ist Leiter der Abteilung für plastische Chirurgie und rekonstruktive Chirurgie am Montefiore Hospital in New York City.
1996 heiratete sie den Herzchirurgen Robert Ashton Jr., aus der Ehe stammen zwei Kinder. Die Ehe wurde Anfang des Jahres 2017 geschieden. Zwei Wochen später starb Robert Ashton im Alter von 52 durch Selbstmord, indem er von der George Washington Bridge sprang. Seit 2022 ist Jennifer Ashton mit Tom Werner, dem Vorsitzenden der Boston Red Sox, verheiratet.

### Medizinischer Werdegang
Sie schloss 1991 das Columbia College der Columbia University mit einem Bachelor in Kunstgeschichte ab. Ihr Medizinstudium schloss sie im Jahr 2000 am Columbia College of Physicians and Surgeons ab. 2016 erwarb sie einen Master in Ernährung an der Columbia University. Sie schloss ihre Ausbildungen im New Yorker St. Luke’s-Roosevelt Hospital Center ab. Als behandelnde Ärztin arbeitete sie am Englewood Hospital, das dem Mount Sinai Medical Center in Englewood angegliedert ist. Derzeit ist sie in einer privaten Praxis tätig.

### Fernsehkarriere
Ashton begann ihre Fernsehkarriere 2006 als erste weibliche medizinische Mitarbeiterin des Fox News Channel. Sie erschien in TLCs A Baby Story, auf PBS und in Oprah & Friends XM Radio’s The Dr. Oz-Show. 2009 fing sie außerdem als medizinische Korrespondentin bei CBS News an. Des Weiteren war sie Co-Moderatorin der kurzlebigen ABC-Fernsehserie The Revolution, die im April 2012 aufgrund schlechter Zuschauerzahlen abgesetzt wurde.
2012 wurde sie leitende medizinische Mitarbeiterin der medizinischen Abteilung von ABC News und hatte regelmäßig Auftritte bei Good Morning America und ABC World News Tonight. 2013 wurde sie zu einer On-Air-Persönlichkeit für die Tages-Talkshow The Doctors. Ab März 2020 war sie Co-Moderatorin während der Vorführungen von GMA3: What You Need to Know (ehemals Pandemic: What You Need to Know).

## Publikationen
- mit Christine Larson: The Body Scoop for Girls: A Straight-Talk Guide to a Healthy, Beautiful You. Avery, New York 2009, ISBN 978-1-58333-369-3.
- mit Christine Rojo: Your Body Beautiful: Clockstopping Secrets to Staying Healthy, Strong, and Sexy in Your 30s, 40s, and Beyond. Avery, New York 2012, ISBN 978-1-58333-510-9.
- mit David Zinczenko: Eat This When You’re Expecting, Not That: Your Complete Guide to the Very Best Foods For Every Stage of Pregnancy. Galvanized Media, New York 2016, ISBN 978-0-425-28471-1.
- Life After Suicide: Finding Courage, Comfort & Community After Unthinkable Loss. HarperCollins Publishers Inc, New York, 2020, ISBN 978-0-06-290604-5.